# Bonnie Burton
Bonnie Burton (ur. 12 lipca 1972) – amerykańska autorka, dziennikarka, komik, aktorka i gospodarz programu telewizyjnego, mieszkająca w San Francisco do 2018. Najbardziej znana jest z książek o sztuce i rzemiośle, takich jak The Star Wars Craft Book oraz pojawia się w sieci w takich programach jak Geek DIY na kanale youtube Stana Lee World of Heroes. Pracuje na stanowiskach Senior Editor i Social Media Strategist na StarWars.com dla Lucasfilm. Przez 10 lat pracowała w magazynie Star Wars Insider. Pracuje jako freelancer, skupiając się na pisaniu dla dzieci i młodzieży.

## Wczesne życie
Burton urodziła się i wychowała na farmie w Dodge City. Jej matką była bibliotekarka, a ojciec rolnikiem.
Pod wpływem zarówno mieszkania na wsi, jak i uczęszczania do szkoły niedzielnej, 4H i przedszkola – a także dzięki wsparciu matki, która pozwoliła jej przekształcić pokój w pracownie – zaczęła tworzyć projekty artystyczne i rzemieślnicze już we wczesnej młodości. Wtedy też zaczęła pisać. W wieku siedmiu lat, po tym, jak w kanadyjskim piśmie The Western Producer opublikowano jej wiersz, zaczęła wysyłać swoje eseje na konkursy, które często wygrywała. W trakcie studiów publikowała swoje dzieła na blogu GRRL.

## Filmografia
Telewizyjne i internetowe programy
- 1998: Ask Bonnie – producent, reżyser, pisarz, gospodarz
- 2011: The Guild – epizod: Social Traumas
- 2012: Geek DIY (Stan Lee's World of Heroes) – producent, pisarz, gospodarz (12 odcinków)[10]
- 2012: TableTop (Geek & Sundry) – Fiasco, Part 1 & 2[11][12]
- 2012–2016: Vaginal Fantasy Book Club – pisarz, gospodarz (54 odcinki)[13]
- 2014–2016: CNET CraveCast – gospodarz (20 odcinków)
- 2015: TableTop (Geek & Sundry) – Geek Out[14]